# 매포중학교
매포중학교(梅浦中學校)는 대한민국 충청북도 단양군 매포읍 평동리에 있는 공립 중학교이다.

## 학교 연혁
- 1969년 11월 18일 : 매포중학교 설립인가(6학급 360명)
- 1970년 3월 20일 : 개교식 및 입학식(2학급 126명)
- 1973년 1월 31일 : 제1회 졸업식 99명
- 1976년 12월 30일 : 본관 교사 증측 완료 2층 20실
- 1989년 12월 21일 : 후관 교사 증축 2층 14실
- 1995년 4월 30일 : 체육관(강당) 준공
- 1998년 5월 20일 : 사격장 준공
- 1999년 3월 1일 : 학급 변경인가 10학급(특수학급 포함 322명)
- 2011년 6월 9일 : 교과중점형(영어, 수학) 교과교실제 선정
- 2016년 3월 1일 : 학교통일교육 수업모델 개발 연구 도지정 연구학교 지정
- 2021년 3월 1일 : 제26대 김용숙 교장 취임
- 2024년 1월 4일 : 제52회 졸업식(졸업생 29명, 총 9,673명)
- 2024년 3월 4일 : 2024학년도 입학식(32명)

## 참고 자료
- 매포중학교 - 한국교육학술정보원 학교알리미